# Hayok (Naráyiv)
Hayok (ucraniano: Гайо́к) es un pueblo de Ucrania, perteneciente al municipio rural de Naráyiv, en el raión de Ternópil de la óblast de Ternópil.
En 2001, el pueblo tenía una población de 167 habitantes.
Se ubica a orillas del río Zolota Lipa, entre Lapshýn y Berezhany.

## Historia
Antes de la formación del actual municipio de Naráyiv en 2019, el pueblo era una pedanía del consejo rural de Lapshýn, en el raión de Berezhany.